# Єпархія П'яна-дельї-Албанезі
Єпархія П'яна-дельї-Албанезі (лат. Eparchia Planensis Albanensium, італ. Eparchia di Piana degli Albanesi) — одна з двох єпархій Італо-албанської католицької церкви з осідком у місті П'яна-дельї-Альбанезі на Сицилії.
Територія єпархії складається із чотирьох окремих фрагментів, між якими лежать території, що належать до римо-католицьких дієцезій. Всі чотири знаходяться в західній частині Сицилії. Заснована як дієцезія 26 жовтня 1937 року, а піднесена до статусу єпархії 25 жовтня 1941 року. Підлягає безпосередньо Апостольському Престолу.
З 19 червня 2023 року єпархію П'яна-дельї-Албанезі очолює кардинал Франческо Монтенеґро (як апостольський адміністратор).

## Єпископи
- Луїджі Лавітрано (26 жовтня 1937 — 20 грудня 1946), апостольський адміністратор
- Ернесто Руффіні (3 січня 1947 — 11 червня 1967), апостольський адміністратор

- Джузеппе Пернічяро (12 липня 1967 — 31 травня 1981)
- Ерколе Лупіначчі (25 березня 1981 — 30 листопада 1987)
- Сотір Феррара (15 жовтня 1988 — 8 квітня 2013)

- Паоло Ромео (8 квітня 2013 — 31 березня 2015), апостольський адміністратор

- Джорджіо Деметріо Ґалларо (31 березня 2015 — 25 лютого 2020)

- Джорджіо Деметріо Ґалларо (25 лютого 2020 — 19 червня 2023), апостольський адміністратор
- кардинал Франческо Монтенеґро, з 19 червня 2023, апостольський адміністратор

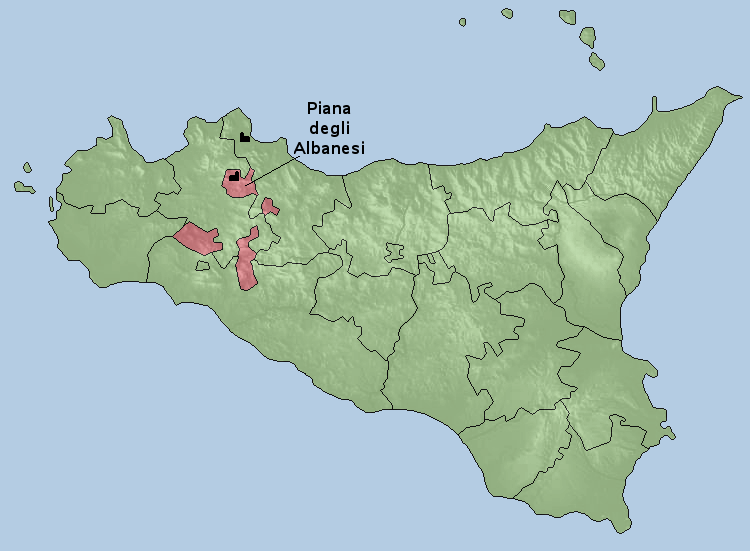
Мапа єпархії П'яна-дельї-Албанезі